# Rikio Takahashi
Pour les articles homonymes, voir Takahashi.
Rikio Takahashi (高橋 力雄, Takahashi Rikio) est un artiste graveur japonais à tendance abstraite né à Tokyo en 1917 et mort en 1999.

## Biographie
Après avoir quitté le cycle secondaire en cours d'études, il étudie la gravure sur bois auprès de Onchi Koshiro, le plus célèbre des artistes du mouvement Sōsaku hanga (impression originale), dont il poursuit le style, puis peu de temps au California Institute of the Arts. Il est membre de l'Association japonaise de gravure. Il vit et travaille à Tokyo.
Il participe à de nombreuses expositions de groupe, tant au Japon qu'à l'étranger, notamment à la Biennale internationale de l'estampe de Tokyo en 1962.
Il utilise pour ses gravures plusieurs planches de contre-plaqué, sur lesquelles il grave les formes, puis applique les couleurs. Il imprime ensuite sur le papier chaque plaque successivement avec le baren — instrument traditionnel de gravure au Japon. Ses compositions, jeu de formes abstraites, puisent leur inspiration dans la nature, spécialement la sérénité des jardins japonais.

## Musées
Ses œuvres sont notamment conservées dans les musées :
- Musée national d'Art moderne de Tokyo (Tokyo, Japon)
- Musée d'Art et d'Histoire de Genève (Genève, Suisse)
- Museum of Archaeology (Philadelphie, États-Unis)